# Tomil
Tomil è una municipalità sull'isola Gagil-Tamil, del Distretto di Yap, dello Stato di Yap, uno degli Stati Federati di Micronesia. 
Ha una superficie di 15 km² e 1 000 abitanti (Census 2008).